# Casalmoro
Casalmoro är en ort och kommun i provinsen Mantua i regionen Lombardiet i Italien. Kommunen hade 2 253 invånare (2018).